# SolarWorld

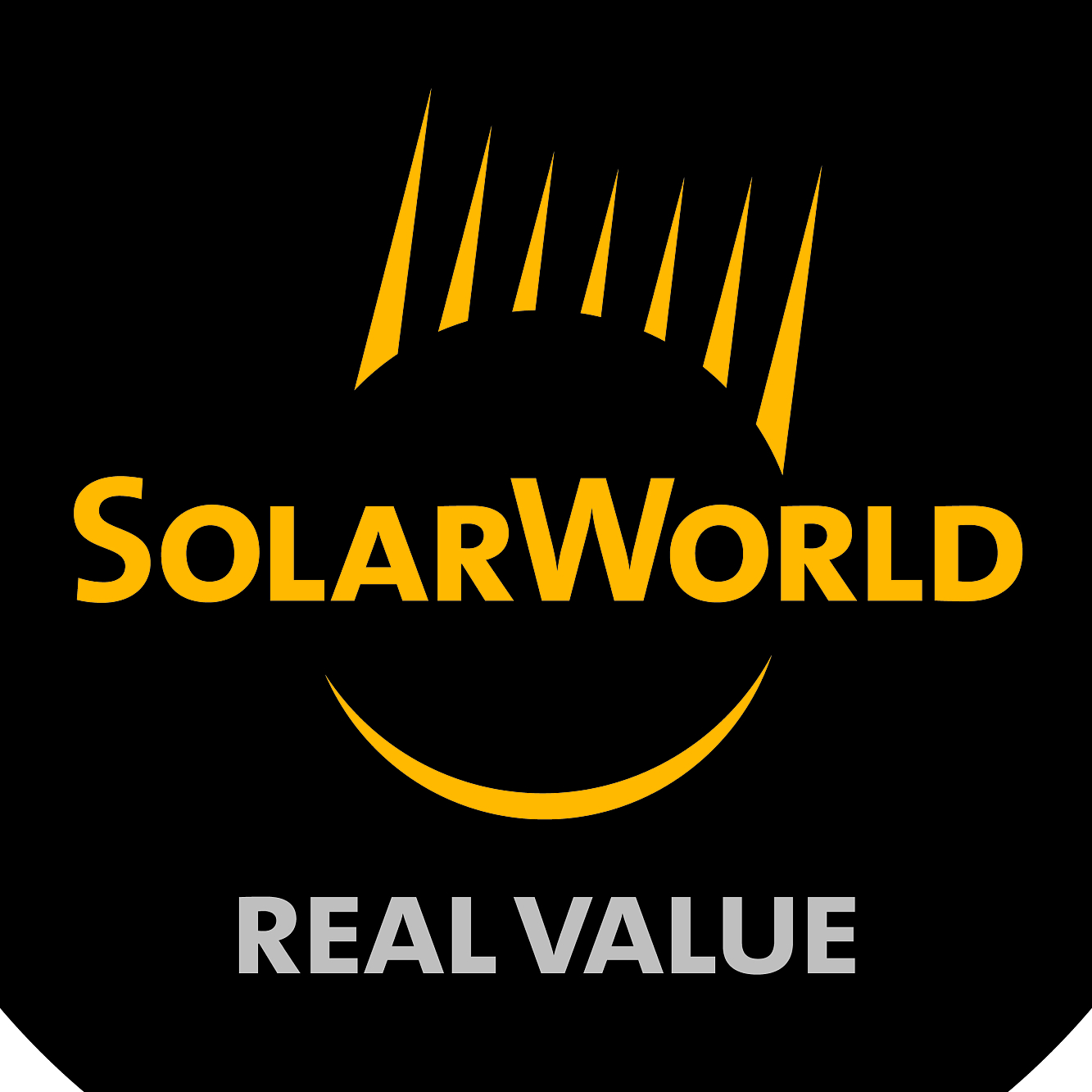
Logo de SolarWorld.

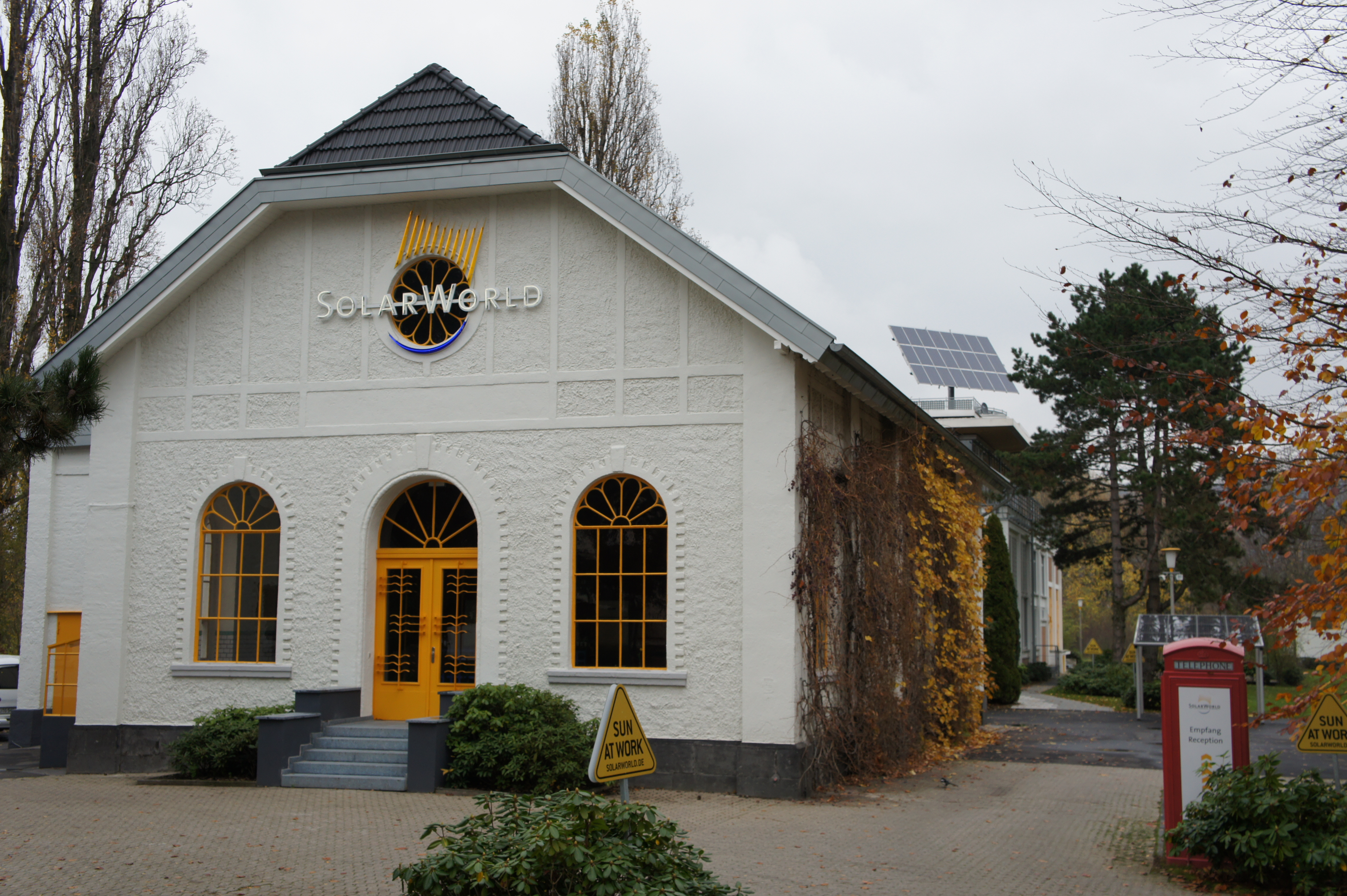
La sede actual en la antigua fábrica de agua Plittersdorf.

SolarWorld es una compañía alemana dedicada a la fabricación y comercialización de productos fotovoltaicos en todo el mundo, integrando todos los componentes de la cadena de valor de la energía solar, desde la materia prima (polisilicio) hasta la producción de módulos fotovoltaicos, y desde el comercio de módulos solares a la promoción y construcción de sistemas "llave en mano" de plantas de energía solar. 
SolarWorld AG está listado en la Bolsa de valores de Fráncfort, el "Photovoltaik Global 30 Index" y el ÖkoDAX.

## Historia
SolarWorld fue fundada en 1988 como una compañía individual por el ingeniero y jefe ejecutivo Frank Asbeck, involucrándose en proyectos para producir energía renovable. En 1998, estas actividades fueron transferidas a la recién fundada SolarWorld AG, que comenzó sus actividades el 11 de agosto de 1999.
La compañía Shell vendió su negocio de producción de silicio cristalino a SolarWorld.
SolarWorld ha recibido el Premio a la Sostenibilidad alemana en la categoría de "La producción más sostenible de Alemania en 2008".

## Instalaciones
Dentro del grupo SolarWorld, muchos trabajadores especializados están empleados en los centros de la empresa localizados en Bonn (sede), Freiberg, Arnstadt, en Alemania, y Hillsboro, Oregón (sede de Estados Unidos).
La empresa también tiene una sede en Hillsboro, Oregón. La fábrica de Hillsboro fue adquirida en 2007 por el grupo japonés Komatsu.
Es la fábrica de producción de células solares más grande de América del Norte.

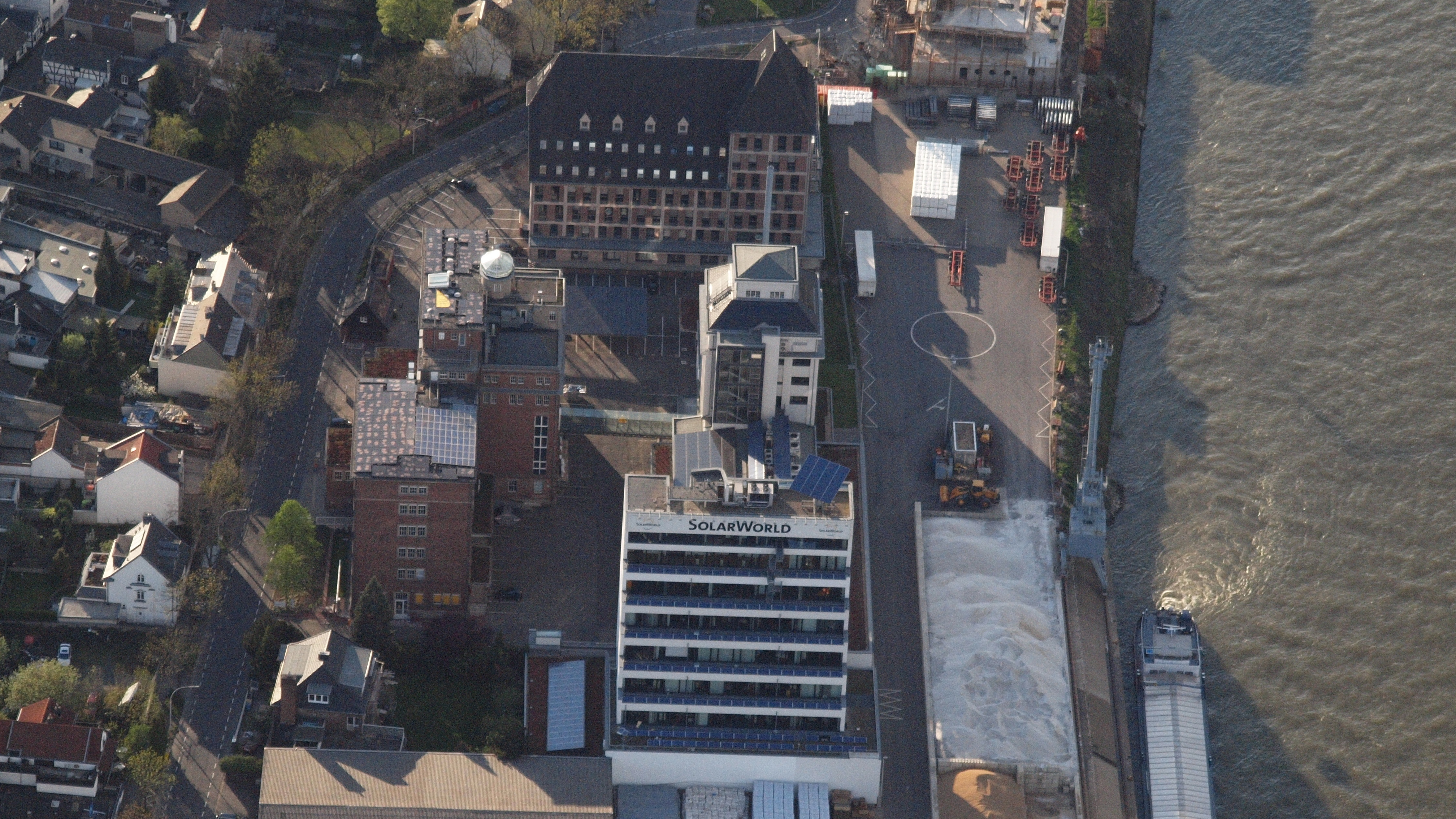
Sede de ventas internacional en Bonn, Alemania.

SolarWorld AG tiene oficinas de ventas en Alemania, España, EE. UU., Sudáfrica, Reino Unido y Singapur.

## Paridad de red
En 2010, SolarWorld pidió que disminuyesen los lucrativos incentivos de feed-in tariff para la promoción de la producción de energía solar y su CEO, Frank Asbeck, apoyó una caída de entre el 10 y el 15 por ciento para dichos incentivos. En 2011, las plantas de energía solar a gran escala alcanzaron la paridad de red. Las tarifas de inyección a la red siguieron cayendo por debajo de los precios de la electricidad doméstica pagados por el consumidor. Desde principios de 2012, los nuevos sistemas fotovoltaicos sobre tejado también han conseguido alcanzar la paridad de red.: 11  La política actual consiste en revisar las tarifas de forma mensual, cayendo un 1 por ciento a no ser que el despliegue real de los sistemas solares no alcance el objetivo fijado. A principios de 2015, las tarifas variaban entre 8 a 12 céntimos de euro por kilovatio-hora, dependiendo del tamaño del sistema fotovoltaico.

## Vehículos

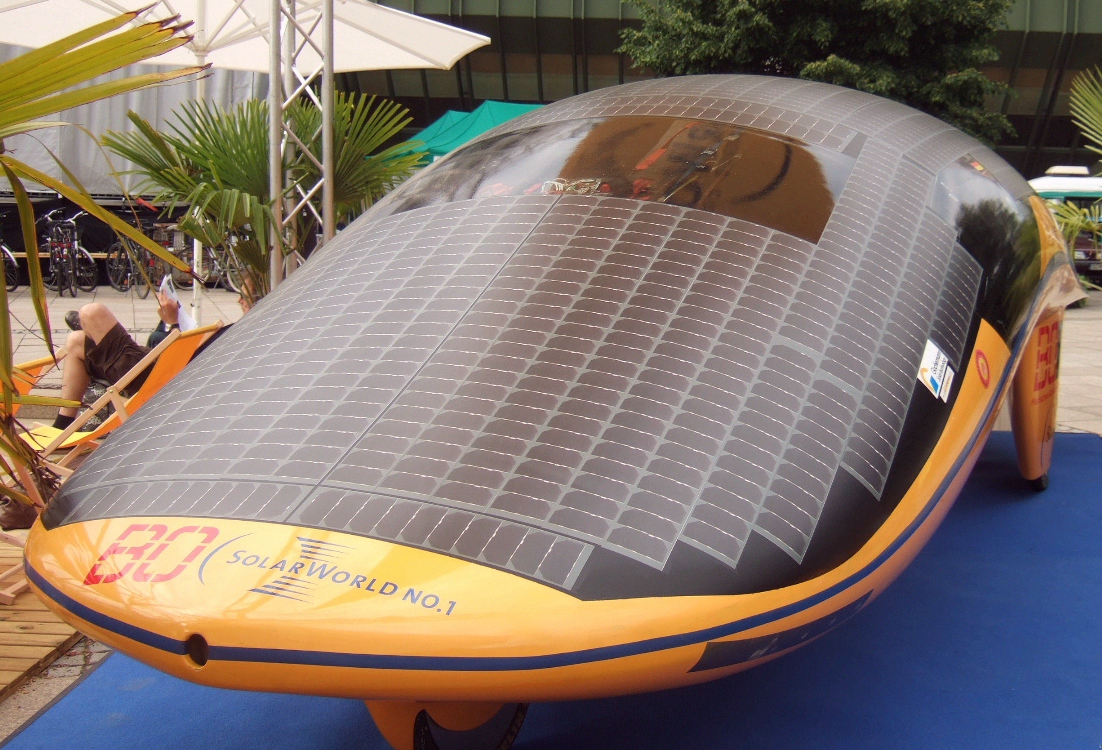
SolarWorld Núm. 1

SolarWorld es el patrocinador principal del vehículo solar SolarWorld Núm. 1 desarrollado por el equipo FH Bochum SolarCar.
El 19 de noviembre de 2008, SolarWorld AG anunció una oferta para comprar la marca alemana de coches Opel a General Motors. La oferta ascendía a 1.000 millones de euros, 250 millones a ser pagados en efectivo y 750 millones en forma de créditos bancarios. SolarWorld especificó condiciones como que Opel tendría que ser separado de General Motors. Solarworld anunció que pretende crear el primer OEM de la automoción de coches eléctricos. Aun así, GM rehusó la oferta afirmando que "Opel no está en venta".